# Fed Cup 2015 – zóna Evropy a Afriky
Zóna Evropy a Afriky Fed Cupu 2015 byla jednou ze tří zón soutěže, kterých se účastnily státy ležící v daných regionech, v tomto případě týmy ze států nacházejících se na evropském a africkém kontinentu. Do soutěže zóny Evropy a Afriky nastoupilo 36 družstev, z toho patnáct účastníků hrálo v 1. skupině, osm ve 2. skupině a třináct v kvalitativně nejnižší 3. skupině. Součástí herního plánu byly také tři baráže.

## 1. skupina
- Místo konání: SYMA Rendezvény és Kongresszusi Központ (Sportovní a kongresové centrum Syma), Budapešť, Maďarsko (hala, tvrdý)
- Datum: 4.–7. února 2015
- Formát: Šestnáct týmů bylo rozděleno do čtyř bloků po čtyřech účastnících, vyjma bloku A o třech členech. Vítězové bloků se utkali v zápase o postup do baráže o Světovou skupinu II pro rok 2016 (vzájemné zápasy vítězů A–D a B–C). Družstva, která se umístila na druhém a třetím místě spolu sehrála zápasy o konečnou 5. až 12. příčku. Týmy ze čtvrtých míst se utkaly ve vzájemném zápase o udržení (vzájemné zápasy týmů A–D a B–C). Dva poražení sestoupili do 2. skupiny zóny Evropy a Afriky pro rok 2016.

### Bloky
|    | Blok A         | SRB | HUN | AUT |
| 1. | Srbsko (2–0)   |     | 2–1 | 3–0 |
| 2. | Maďarsko (1–1) | 1–2 |     | 3–0 |
| 3. | Rakousko (0–2) | 0–3 | 0–3 |     |

|    | Blok B                | GBR | TUR | UKR | LIE |
| 1. | Velká Británie (2–1)  |     | 1–2 | 3–0 | 3–0 |
| 2. | Turecko (2–1)         | 2–1 |     | 1–2 | 3–0 |
| 3. | Ukrajina (2–1)        | 0–3 | 2–1 |     | 3–0 |
| 4. | Lichtenštejnsko (0–3) | 0–3 | 0–3 | 0–3 |     |

|    | Blok C            | BLR | GEO | BUL | POR |
| 1. | Bělorusko (3–0)   |     | 3–0 | 3–0 | 2–1 |
| 2. | Gruzie (2–1)      | 0–3 |     | 2–1 | 2–1 |
| 3. | Bulharsko (1–2)   | 0–3 | 1–2 |     | 3–0 |
| 4. | Portugalsko (0–3) | 1–2 | 1–2 | 0–3 |     |

|    | Blok D           | CRO | BEL | ISR | LAT |
| 1. | Chorvatsko (3–0) |     | 2–1 | 3–0 | 2–1 |
| 2. | Belgie (2–1)     | 1–2 |     | 3–0 | 3–0 |
| 3. | Izrael (1–2)     | 0–3 | 0–3 |     | 2–1 |
| 4. | Lotyšsko (0–3)   | 1–2 | 0–3 | 1–2 |     |

### Baráž
| Pořadí       | tým bloku A     | výsledek | tým bloku D |
| ------------ | --------------- | -------- | ----------- |
| Postup       | Srbsko          | 2–0      | Chorvatsko  |
| 5.–8. místo  | Maďarsko        | 3–0      | Belgie      |
| 9.–12. místo | —               | —        | Izrael      |
| Sestup       | Rakousko        | 1–2      | Lotyšsko    |
| Pořadí       | tým bloku B     | výsledek | tým bloku C |
| Postup       | Velká Británie  | 0–2      | Bělorusko   |
| 5.–8. místo  | Turecko         | 2–1      | Gruzie      |
| 9.–12. místo | Ukrajina        | 2–0      | Bulharsko   |
| Sestup       | Lichtenštejnsko | 0–2      | Portugalsko |

Výsledek
- Srbsko a Bělorusko postoupily do baráže Světové skupiny II pro rok 2016,
- Rakousko a Lichtenštejnsko sestoupily do 2. skupiny zóny Evropy a Afriky pro rok 2016.

### Galerie

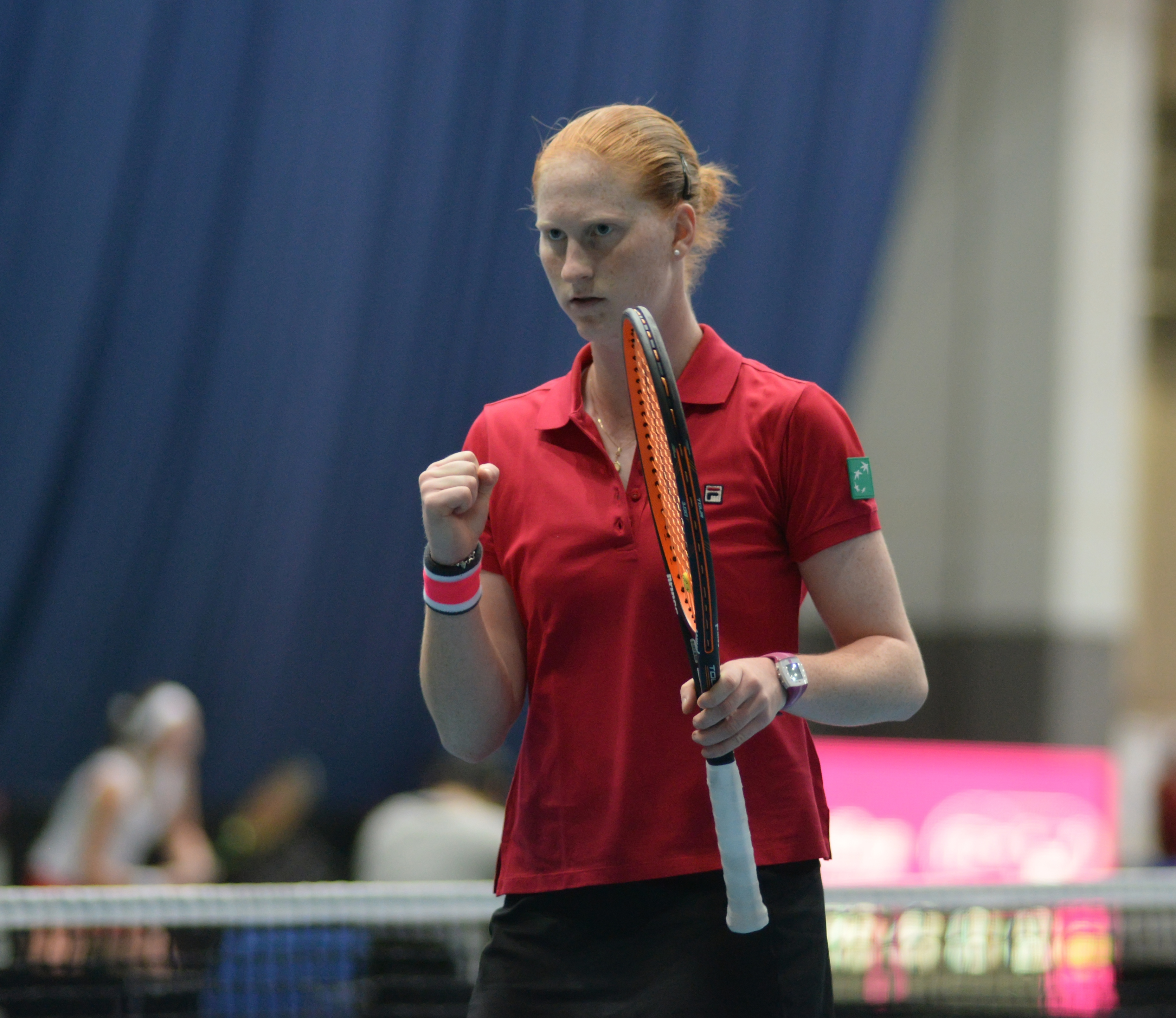
Alison Van Uytvancková
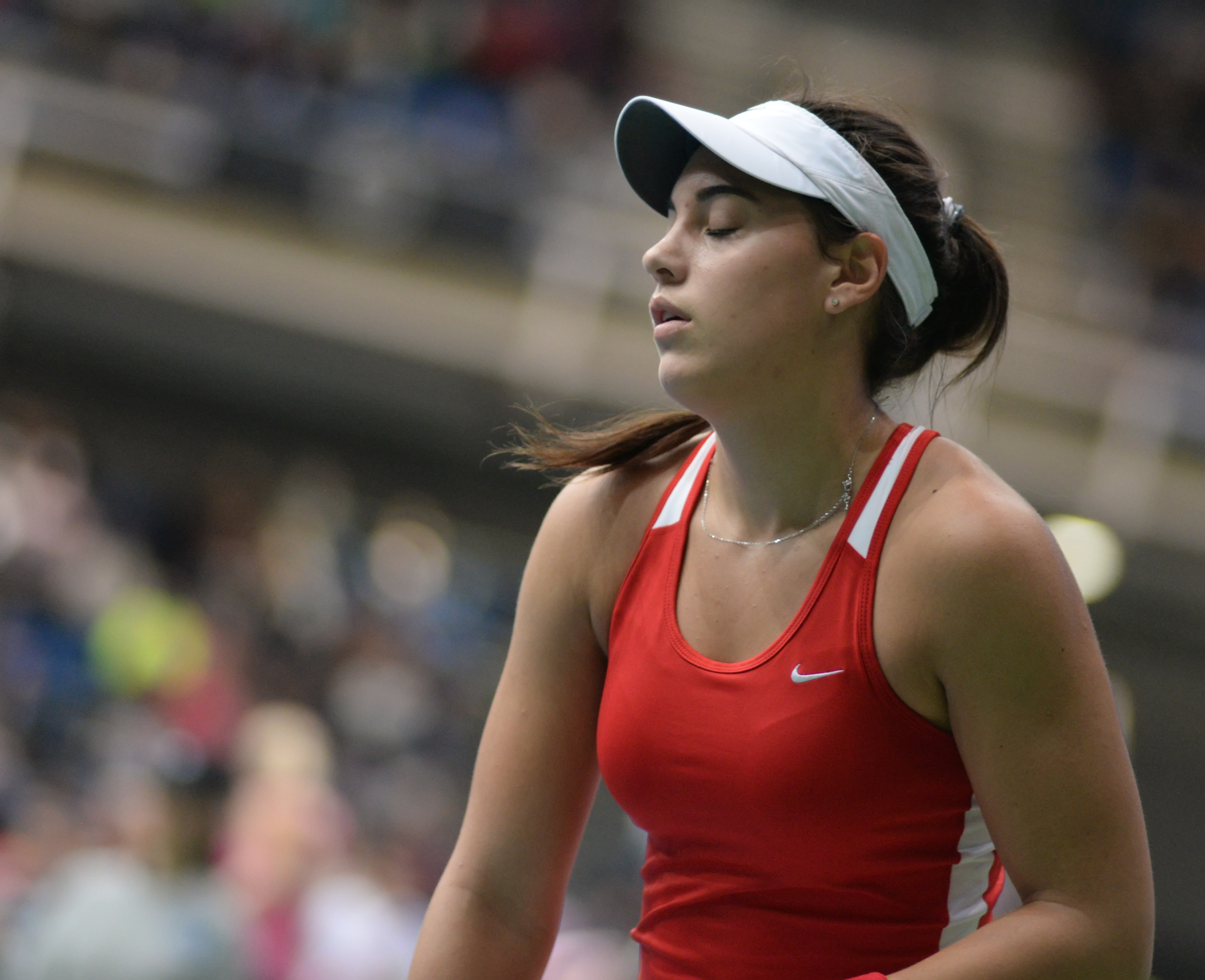
Ana Konjuhová
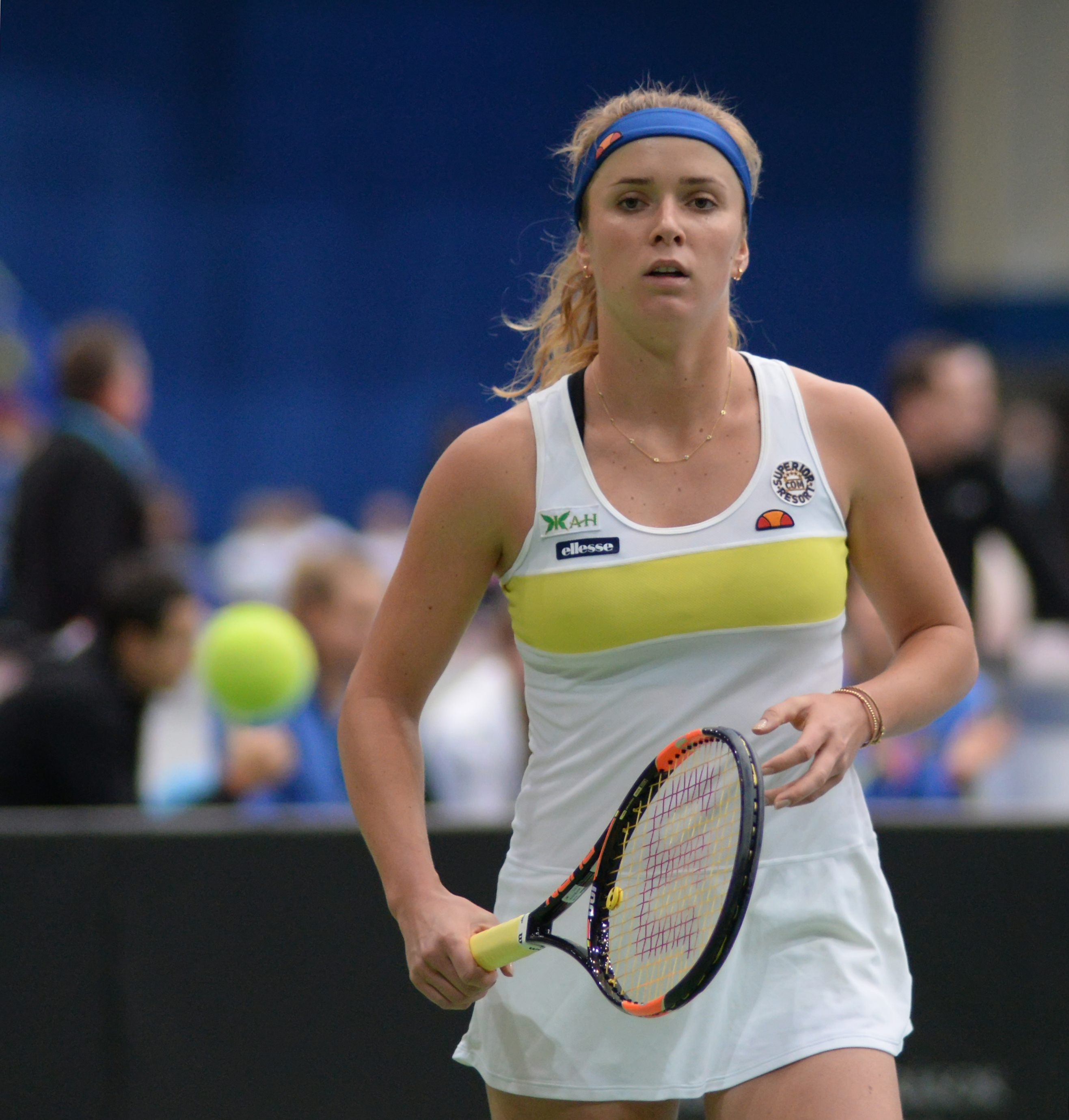
Elina Svitolinová
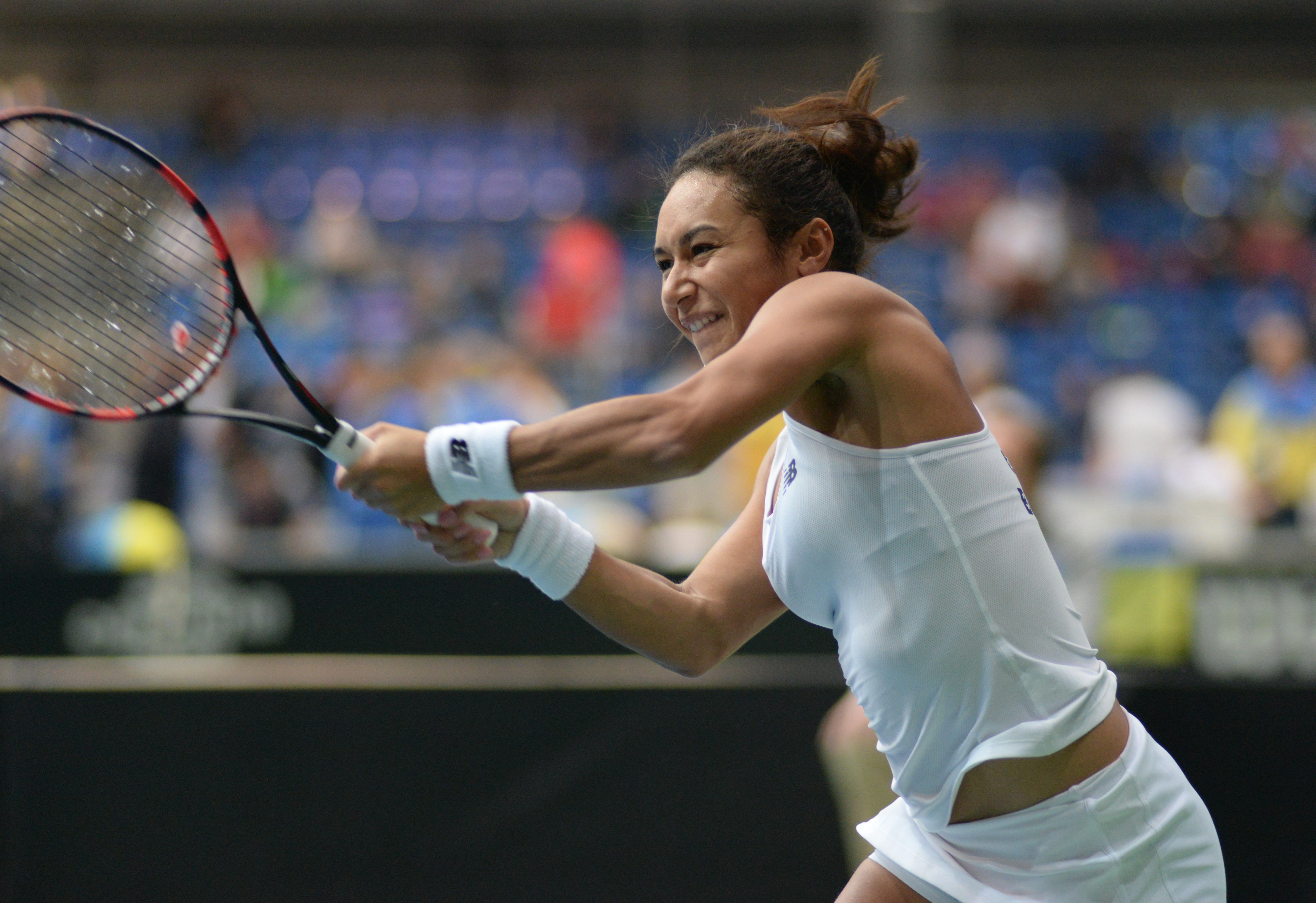
Heather Watsonová

## 2. skupina
- Místo konání: Tere Tenniscentre, Tallinn, Estonsko (tvrdý, hala)
- Datum: 4.–7. února 2015
- Formát: Osm týmů bylo rozděleno do dvou bloků A a B. První dva týmy z každého bloku se utkaly v baráži o postup do 1. skupiny zóny Evropy a Afriky pro rok 2016, a to zápasem první z bloku A s druhým z bloku B a naopak. Vítěz každého utkání si zajistil postup. Třetí a čtvrté týmy z obou bloků sehrály zápas o udržení. Čtvrtý tým bloku B nastoupil s třetím z bloku A naopak. Poražení sestoupili do 3. skupiny zóny Evropy a Afriky pro rok 2016.

### Bloky
|    | Blok A                    | RSA | EST | EGY | BIH |
| 1. | Jižní Afrika (3–0)        |     | 2–1 | 3–0 | 2–1 |
| 2. | Estonsko (2–1)            | 1–2 |     | 2–1 | 3–0 |
| 3. | Egypt (1–2)               | 0–3 | 1–2 |     | 2–1 |
| 4. | Bosna a Hercegovina (0–3) | 1–2 | 0–3 | 0–3 |     |

|    | Blok B            | SVN | FIN | IRL | LUX |
| 1. | Slovinsko (3–0)   |     | 3–0 | 2–1 | 3–0 |
| 2. | Finsko (2–1)      | 0–3 |     | 2–1 | 2–1 |
| 3. | Irsko (1–2)       | 1–2 | 1–2 |     | 2–1 |
| 4. | Lucembursko (0–3) | 0–3 | 1–2 | 1–2 |     |

### Baráž
| Pořadí | první tým           | výsledek | druhý tým   |
| ------ | ------------------- | -------- | ----------- |
| Postup | Jižní Afrika        | 2–0      | Finsko      |
| Postup | Estonsko            | 2–0      | Slovinsko   |
| Sestup | Egypt               | 2–1      | Lucembursko |
| Sestup | Bosna a Hercegovina | 2–1      | Irsko       |

Výsledek
- Jihoafrická republika a Estonsko postoupily do 1. skupiny zóny Evropy a Afriky pro rok 2016,
- Lucembursko a Irsko sestoupily do 3. skupiny zóny Evropy a Afriky pro rok 2016.

## 3. skupina
- Místo konání: Bellevue, Ulcinj, Černá Hora (antuka, venku)
- Datum: 13.–18. dubna 2015
- Formát: Třináct týmů bylo rozděleno do tří tříčlenných bloků A, B, C, a bloku D, jenž měl čtyři účastníky. Vítězové bloků se utkali v zápase o postup do 2. skupiny zóny Evropy a Afriky pro rok 2016 (vzájemné zápasy vítězů A–D a B–C). Družstva, která se umístila na druhém a na třetím místě spolu sehrála utkání o konečnou 5. až 12. příčku, a to ve formátu bloků A–D a B–C.

|    | Blok A       | LTU | CYP | ISL |
| 1. | Litva (2–0)  |     | 2–1 | 3–0 |
| 2. | Kypr (1–1)   | 1–2 |     | 3–0 |
| 3. | Island (0–2) | 0–3 | 0–3 |     |

|    | Blok B           | GRE | ARM | MNE |
| 1. | Řecko (2–0)      |     | 3–0 | 3–0 |
| 2. | Arménie (1–1)    | 0–3 |     | 2–1 |
| 3. | Černá Hora (0–2) | 0–3 | 1–2 |     |

|    | Blok C         | DEN | NOR | ALG |
| 1. | Dánsko (2–0)   |     | 2–1 | 3–0 |
| 2. | Norsko (1–1)   | 1–2 |     | 2–1 |
| 3. | Alžírsko (0–2) | 0–3 | 1–2 |     |

|    | Blok D          | MDA | MKD | NAM | MOZ |
| 1. | Moldavsko (3–0) |     | 2–1 | 2–1 | 3–0 |
| 2. | Makedonie (2–1) | 1–2 |     | 3–0 | 3–0 |
| 3. | Namibie (1–2)   | 1–2 | 0–3 |     | 3–0 |
| 4. | Mosambik (0–3)  | 0–3 | 0–3 | 0–3 |     |

### Baráž
| Pořadí       | tým bloku A | výsledek | tým bloku D |
| ------------ | ----------- | -------- | ----------- |
| Postup       | Litva       | 2–1      | Moldavsko   |
| 5.–8. místo  | Kypr        | 1–2      | Makedonie   |
| 9.–12. místo | Island      | 0–3      | Namibie     |
| 13. místo    | —           | —        | Mosambik    |
| Pořadí       | tým bloku B | výsledek | tým bloku C |
| Postup       | Řecko       | 0–2      | Dánsko      |
| 5.–8. místo  | Arménie     | 0–3      | Norsko      |
| 9.–12. místo | Černá Hora  | 0–3      | Alžírsko    |

Výsledek
- Litva a Dánsko postoupily do 2. skupiny zóny Evropy a Afriky pro rok 2016.